# Angele Tomo
Angele Tomo (Yaundé, 11 de abril de 1989) es una deportista camerunesa que compite en lucha libre. Ganó dos medallas en el Campeonato Africano de Lucha entre los años 2013 y 2014.
Obtuvo una medalla de plata en los Juegos de la Mancomunidad en 2014.

## Palmarés internacional
| Campeonato Africano       | Campeonato Africano | Campeonato Africano | Campeonato Africano |
| Año                       | Lugar               | Medalla             | Categoría           |
| ------------------------- | ------------------- | ------------------- | ------------------- |
| 2013                      | Yaundé ()           | Medalla de oro      | 72 kg               |
| 2014                      | Túnez (Túnez)       | Medalla de plata    | 69 kg               |
| Juegos de la Mancomunidad |                     |                     |                     |
| Año                       | Lugar               | Medalla             | Categoría           |
| 2014                      | Glasgow ()          | Medalla de plata    | 69 kg               |